# Atalaia (Alagoas)
Pour les articles homonymes, voir Atalaia.
Atalaia est une municipalité brésilienne dans l'État de l'Alagoas.